# Wallows (band)
Wallows, tidigare kända under namnet The Narwhals (2011–2017) är ett amerikanskt alternativt rockband från Los Angeles, bestående av Braeden Lemasters, Dylan Minnette och Cole Preston. Bandet började officiellt med att släppa låtar under  våren 2017, med start från den första singeln "Pleaser", som placerade sig som nummer två på Spotifys globala Viral 50-lista.
Wallows fick under år 2018 ett skivkontrakt tillsammans med Atlantic Records, samtidigt som de släppte sin debut-EP Spring. De släppte därefter sitt debutalbum Nothing Happens (innehållande bland annat singeln "Are You Bored Yet?") under år 2019, följt av den andra EP:n Remote, under år 2020. År 2022 släppte bandet sitt andra album, som fick namnet Tell Me That It's Over. Deras tredje album, "Model", släpptes sedan därefter under år 2024.